# Julia Curyło
Julia Curyło (ur. 1986 w Warszawie) – polska artystka, autorka obrazów olejnych i instalacji.
W 2009 roku ukończyła z wyróżnieniem wydział malarski Akademii Sztuk Pięknych w Warszawie w pracowni prof. Leona Tarasewicza oraz pracownię sztuki w przestrzeni publicznej prof. Mirosława Duchowskiego.
We wrześniu i listopadzie 2009 roku jej instalacja Tulipany była prezentowana na Skwerze Hoovera na Krakowskim Przedmieściu w Warszawie (później także w Poznaniu i Katowicach). W 2010 roku stworzyła na stacji metra Marymont wielkoformatowy mural pt. Baranki Boże, który wzbudził kontrowersje i przyniósł artystce rozgłos. W tym samym roku w listopadzie otrzymała Grand Prix Ministra Kultury i Dziedzictwa Narodowego, nagrodę Galerii Miejskiej BWA w Bydgoszczy, została także laureatką Grand Prix w legnickim 20. Ogólnopolskim Przeglądzie Malarstwa Młodych „Promocje 2010”. W 2011 nominowano ją do Konkursu im. Eugeniusza Gepperta. Wystawy indywidualne prac Curyło odbyły się w Toruniu, Legnicy, Krakowie, Lublinie, Warszawie i Wrocławiu.

## Wystawy
Wystawy indywidualne:
- Galeria Scena – „Cudowne widzenia”, Koszalin 2016
- Galeria Miejska – „Kury feministyczne”, Wrocław 2014
- Galeria Miejska – „Hello, Modernity!”, Wrocław 2013, kurator: Mirosław Jasiński, Ewa Sułek[6]
- Galeria Biała – „Pokusy, cuda i rozkosze”, Lublin 2012[7]
- Galeria aTAK – „Cząstka H0 particle”, Warszawa 2012, kurator: Ewa Sułek[8]
- Galeria Szara oraz Galeria Strefa A – „Odpusty i cudowne widzenia”, Kraków 2011, kurator: Ewa Sułek[9][10]
- Galeria Sztuki w Legnicy – „Rzeczywistość magiczna”, Legnica 2011[11]
- Galeria Wozownia – „Odpusty i cudowne widzenia”, Toruń 2011, kurator: Ewa Sułek[12]

Instalacje w przestrzeni publicznej:
- Tulipany:
  - Warszawa, dziedziniec ASP, 2010
  - Katowice, w ramach starań o Europejską Stolice Kultury, 2010
  - Poznań, Festiwal Kontener Art, 2010
  - Poznań, Festiwal No Women No Art, 2010
  - Warszawa, Skwer Hoovera, 2009
- Kury – instalacja w witrynie na stacji metra Centrum, Warszawa 2010

Wystawy zbiorowe:
- Muzeum Łowiectwa i Jeździectwa – „Zwierzę – inspiracja, symbol, pretekst”, Warszawa 2013
- Galeria -1 – „Kompas sztuki”, Warszawa 2012
- Galeria Gardzielnice – „Sztuka wobec Sacrum”, Lublin 2012
- Galeria Spokojna – „Obecność malarstwa”, Warszawa 2012
- Galeria Działań – „Wystawa pracowni w przestrzeni publicznej ASP Warszawa”, Warszawa 2012
- Galeria BWA Wrocław – „Wystawa pokonkursowa 10-tego konkursu malarstwa”
- Galeria Sztuki w Legnicy – 20. przegląd malarstwa młodych „PROMOCJE 2010”, Legnica 2010
- Freies Museum – „Christmas Palm”, Berlin 2009
- „1500 m do wynajęcia” – instalacja, Warszawa 2009

Inne:
- Wielkoformatowy mural „Baranki Boże” na warszawskiej stacji metra Marymont, Galeria Pociąg do Sztuki, 2010